# Claudie Tanghe
Pour les articles homonymes, voir Tanghe.
Claudie Tanghe, né le 12 décembre 1968 à Ypres (Flandre-Occidentale), est un pilote de rallye et chef d'entreprise belge.

## Une carrière sur deux pays
Il débute en 1991 à Tielt dans la catégorie Gr. N, et court dans des épreuves nationales jusqu'en milieu de décennie. Il arrive en France en 1996 pour participer à des courses sur asphalte avant de se lancer, dix ans plus tard, sur terre. En 20 ans de conduite, il a évolué sur de nombreux véhicules, les plus notables étant la BMW M3 (E30) et la Toyota Celica GT4.

## En dehors de l'automobile
Le flamand gère l'imprimerie qui porte son nom à Comines (B), localité où il réside.

## Palmarès
- Palmarès détaillé par saisons